# 히틀러 짝불알설

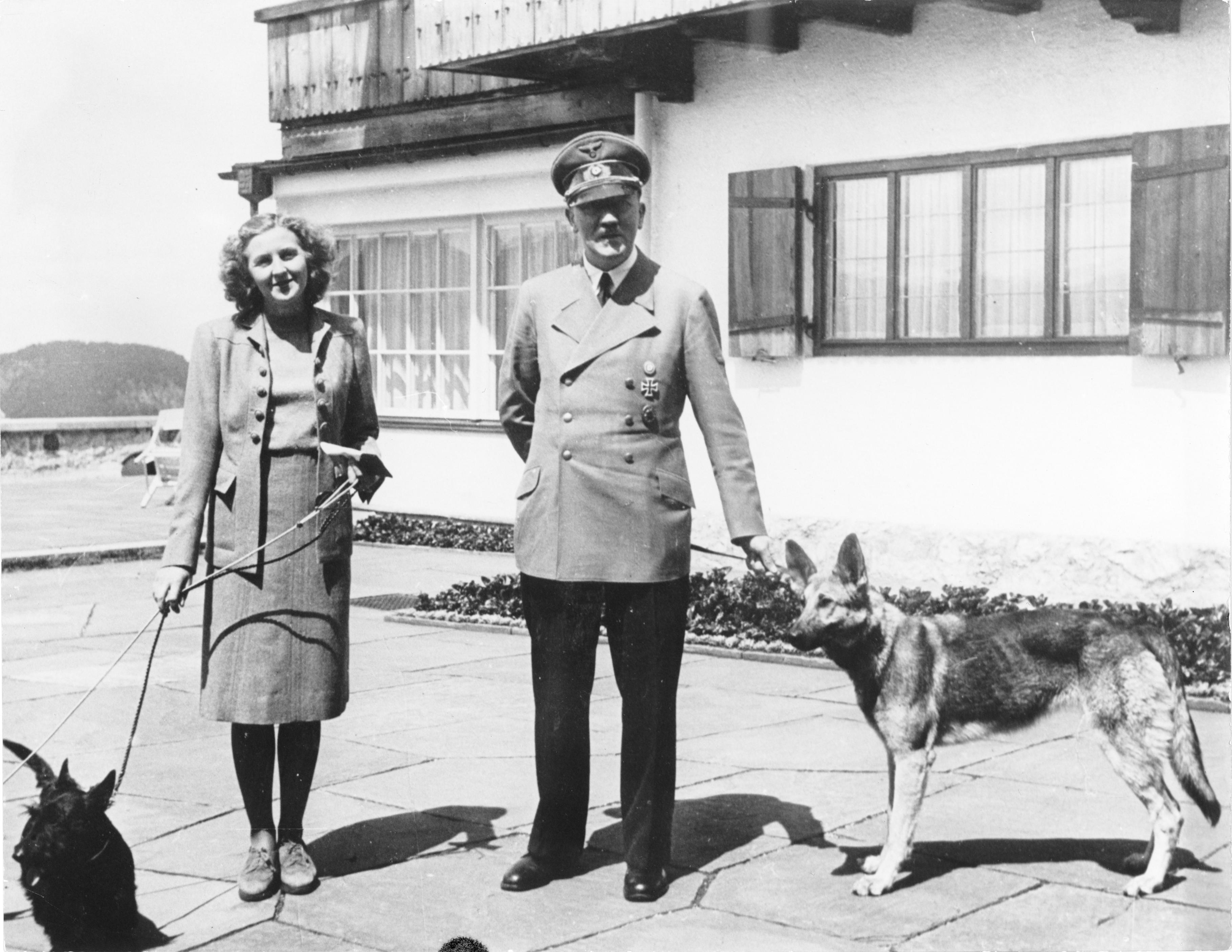
1942년 6월 바이에른에서 촬영한 아돌프 히틀러와 에바 브라운.

아돌프 히틀러가 홑고환증 환자였다는 이야기는 사학자들의 주변부 관심사였다. 이 이야기는 아마 도시전설로 생각되며, 영국의 군가 “히틀러는 불알이 하나밖에 없다네”에서 비롯된 것으로 보인다. 여러 연구, 증언, 증인, 사료를 살펴보아도 히틀러의 고환이 하나뿐이었다는 사실을 결정적으로 입증 또는 반증하는 근거는 존재하지 않는다.
히틀러의 주치의 에르빈 기에싱 및 테오도르 모렐은 히틀러의 음부에는 별 문제가 없었다며 그가 홑고환증 환자라는 가설을 부인했다. 그런데 1945년 히틀러가 죽자 2015년 12월, 히틀러가 맥주홀 폭동으로 징역살이를 했던 란츠베르크 교도소에서 히틀러의 오른쪽 고환이 잠복고환이라는 의사의 진단서가 발견되었다.